# Separação de fases
Separação de fases é a conversão de um sistema de fase única para um sistema multi-fase, especialmente definido para a separação de uma solução líquida em dois líquidos imiscíveis.